# Roger Helmer

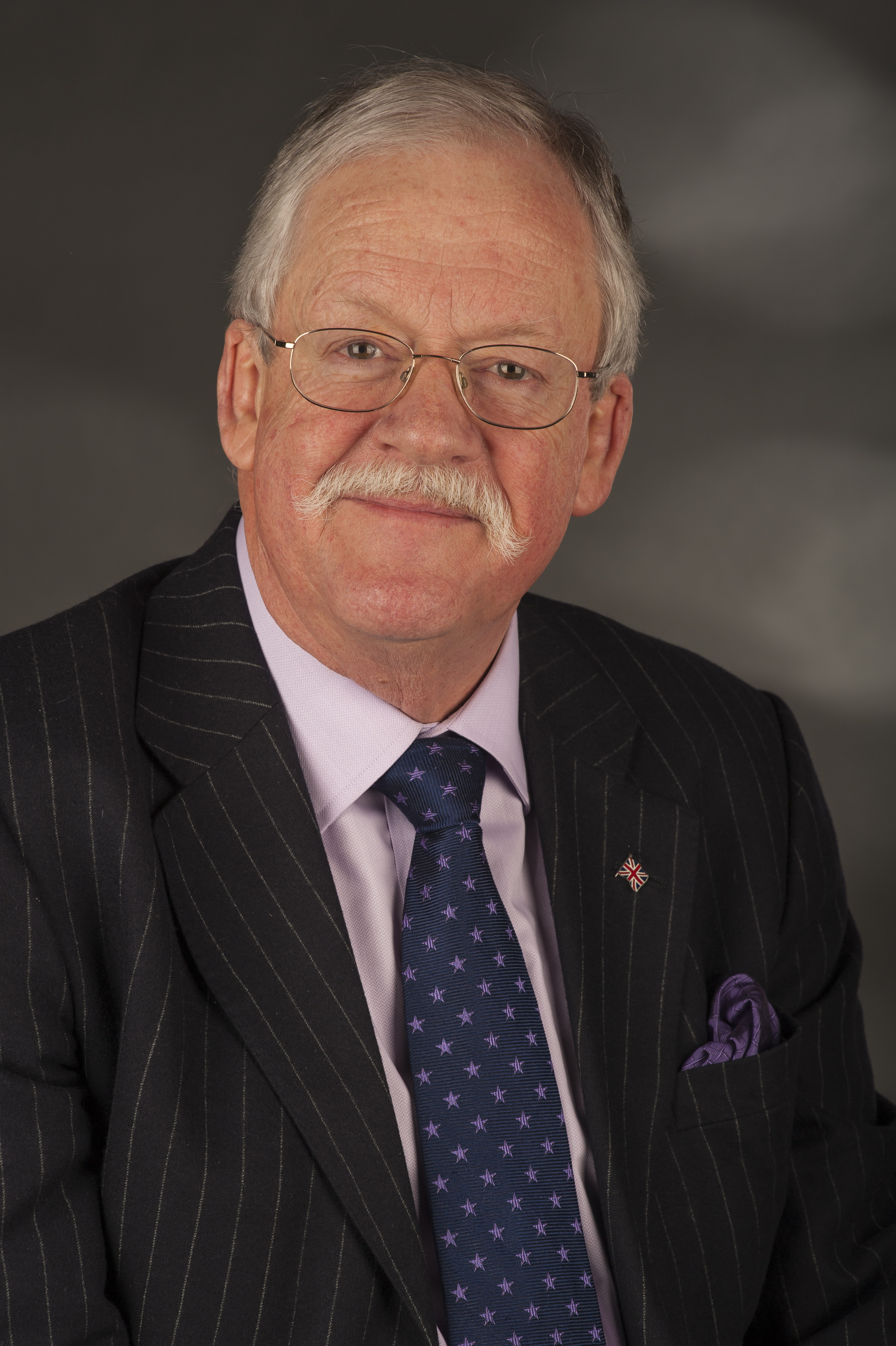
Roger Helmer

Roger Helmer (n. 25 ianuarie 1944) este un om politic britanic, membru al Parlamentului European în perioadele 1999-2004 si 2004-2009 din partea Regatului Unit.